# Хенри (окръг, Илинойс)
Вижте пояснителната страница за други значения на Хенри.
Окръг Хенри (на английски: Henry County) е окръг в щата Илинойс, Съединени американски щати. Площта му е 2139 km², а населението - 49 569 души. Административен център е село Кеймбридж.